# Rezerwat przyrody Tlstá
Rezerwat przyrody Tlstá (słow. Národná prírodná rezervácia Tlstá) – rezerwat przyrody w zachodniej części grupy górskiej Wielkiej Fatry na Słowacji. Na terenie rezerwatu obowiązuje 5. (w pięciostopniowej skali) stopień ochrony.

## Położenie
Rezerwat leży w granicach katastralnych wsi Blatnica w powiecie Martin w kraju żylińskim. Obejmuje rozległy obszar wokół masywu górskiego Tlstéj i Ostréj, od osi Blatnickiej doliny na południu po oś Gaderskiej doliny na północy oraz dolinę Vlkanová.

## Historia
Rezerwat został powołany w 1981 r. na powierzchni 3 066,04 ha rozporządzeniem Ministerstwa Kultury Słowackiej Republiki Socjalistycznej nr 3238/1981-32 z dnia 30 czerwca 1981 r.

## Przedmiot ochrony
Rezerwat został powołany do ochrony cennego z punktu widzenia nauki obszaru wapienno-dolomitowej części Wielkiej Fatry z wyraźnie wykształconymi zjawiskami krasowymi, dobrze zachowanymi zespołami roślinnymi dolnego i górnego regla, bogatą roślinnością alpejską i ciepłolubną, z podmokłymi łąkami oraz z licznymi gatunkami chronionej flory i fauny.

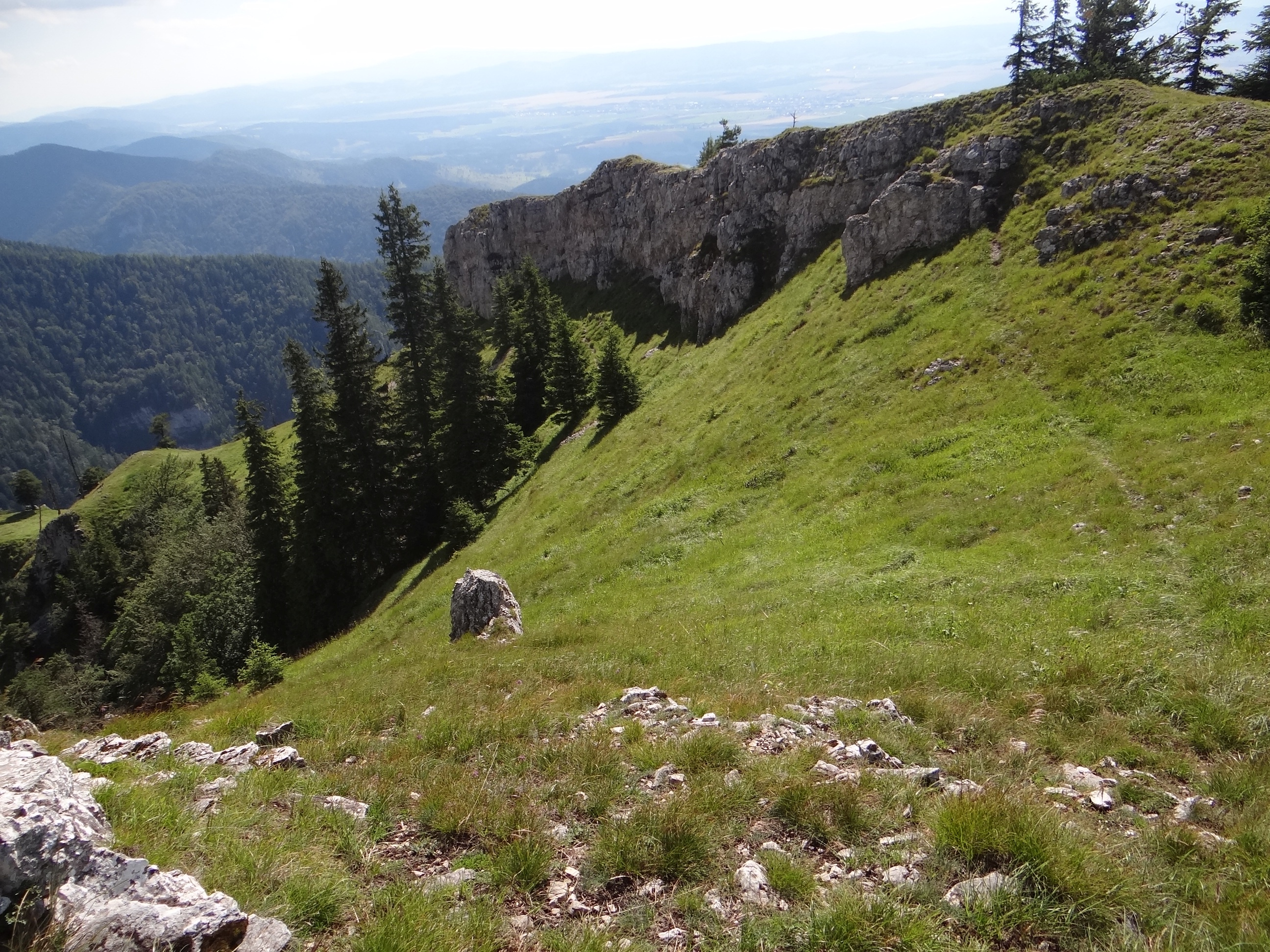
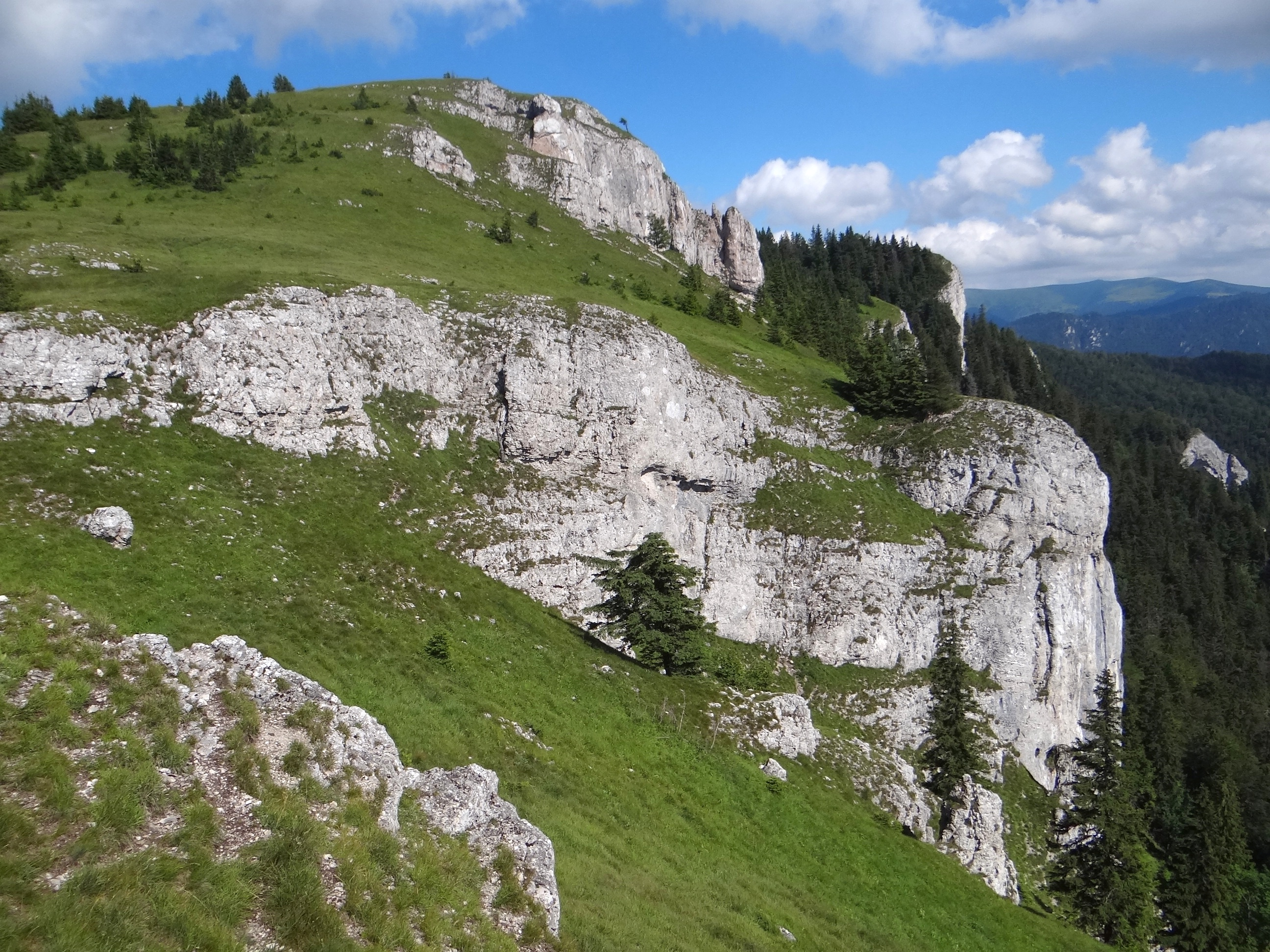
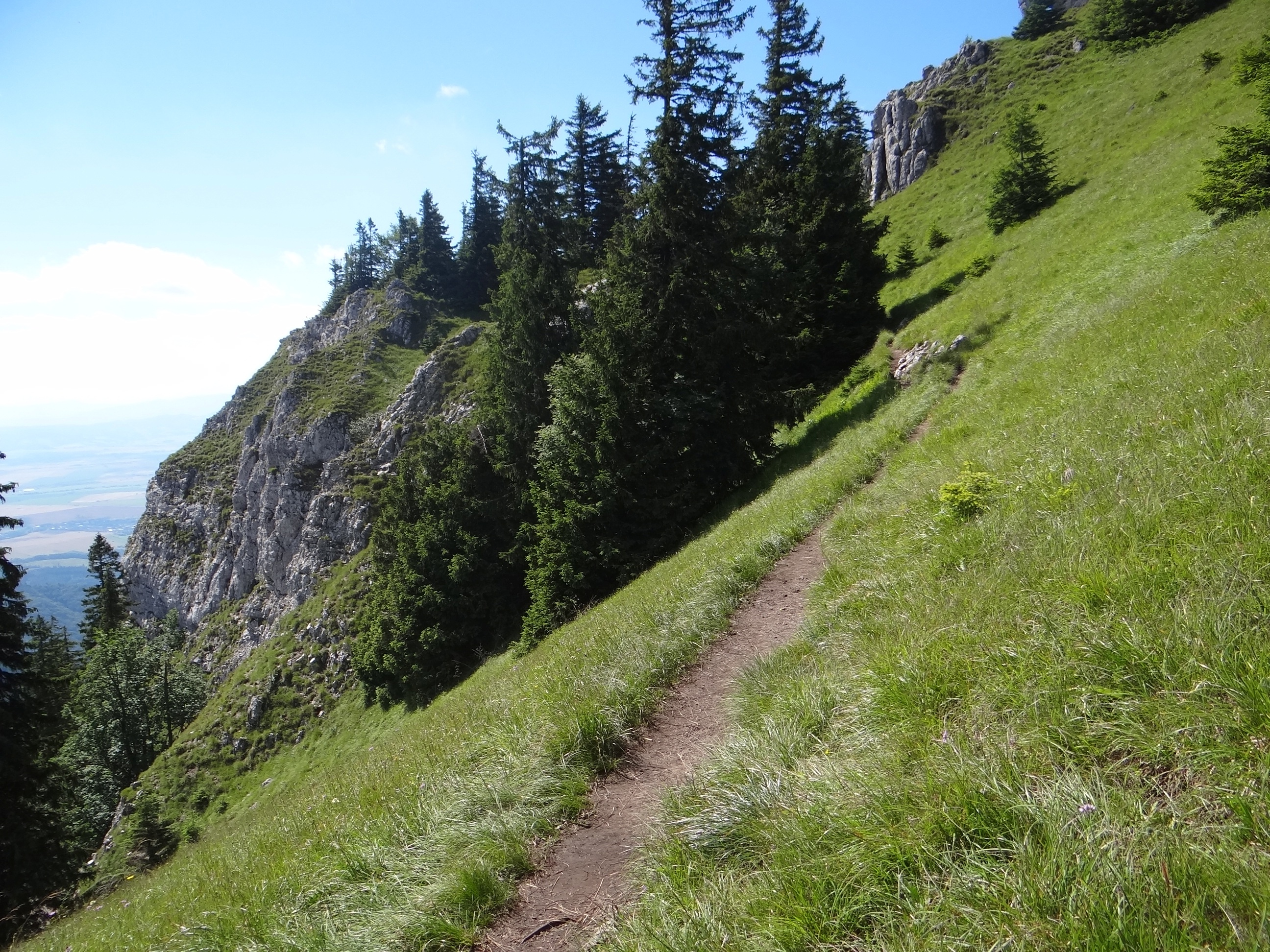
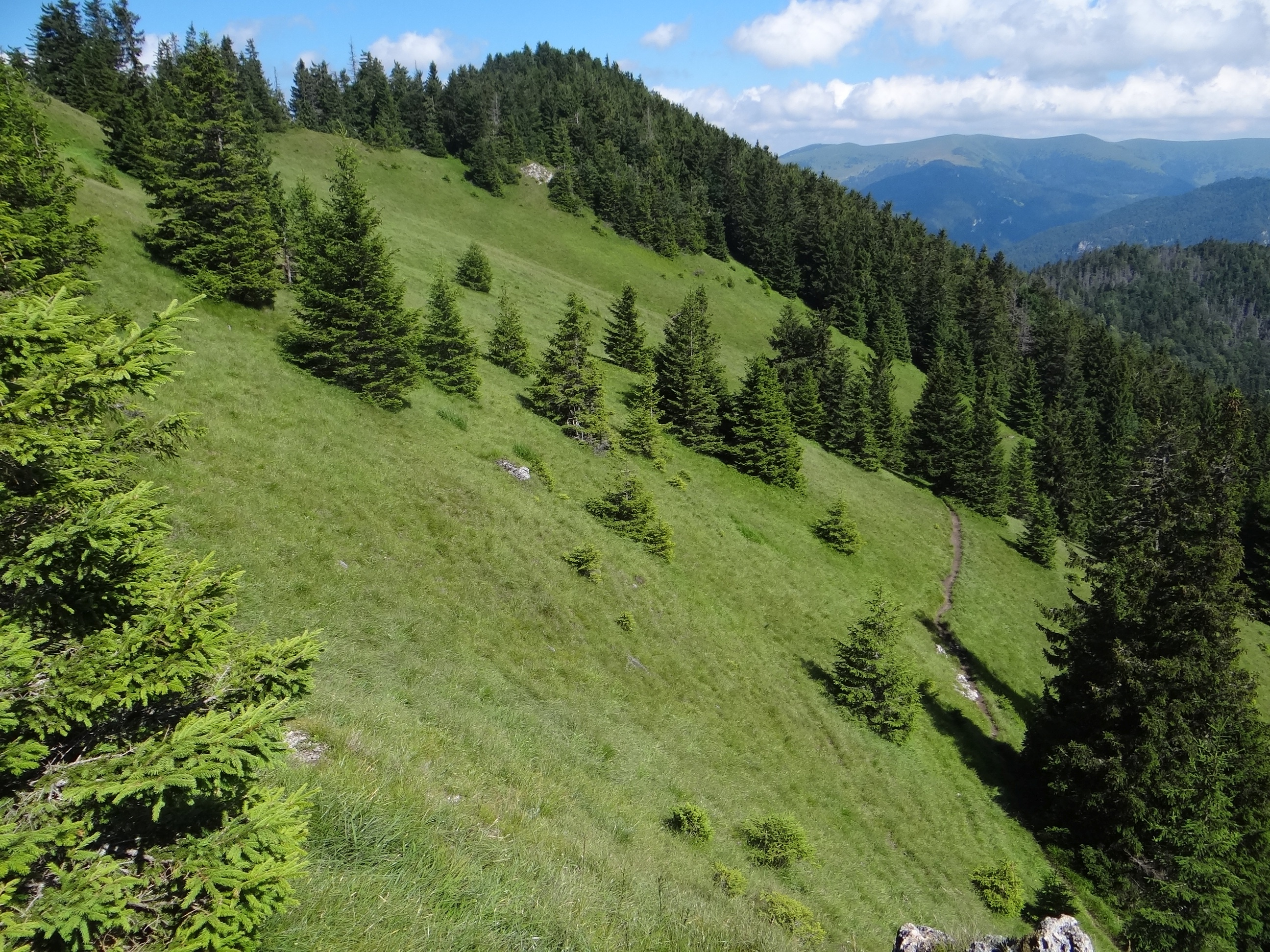
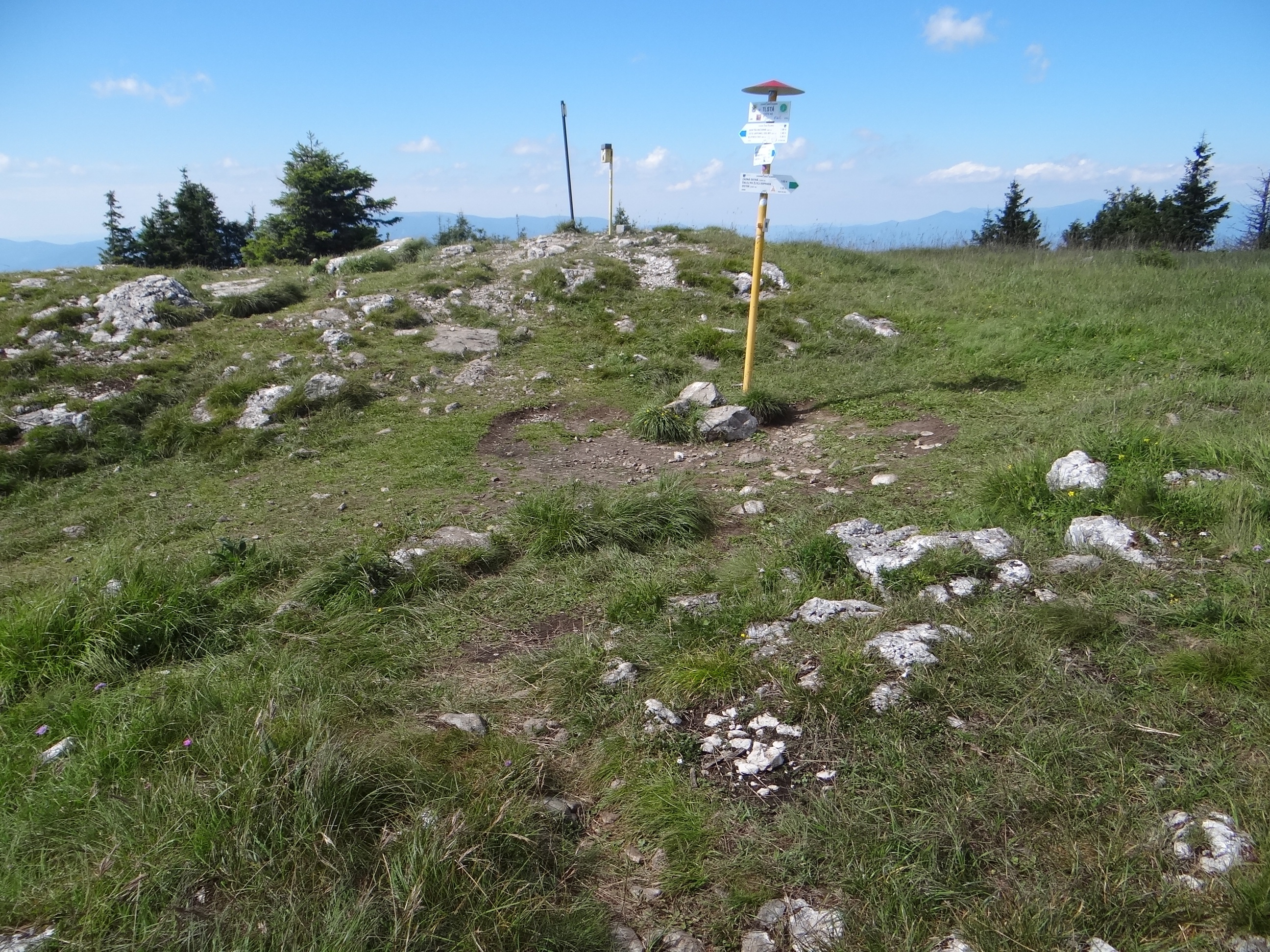
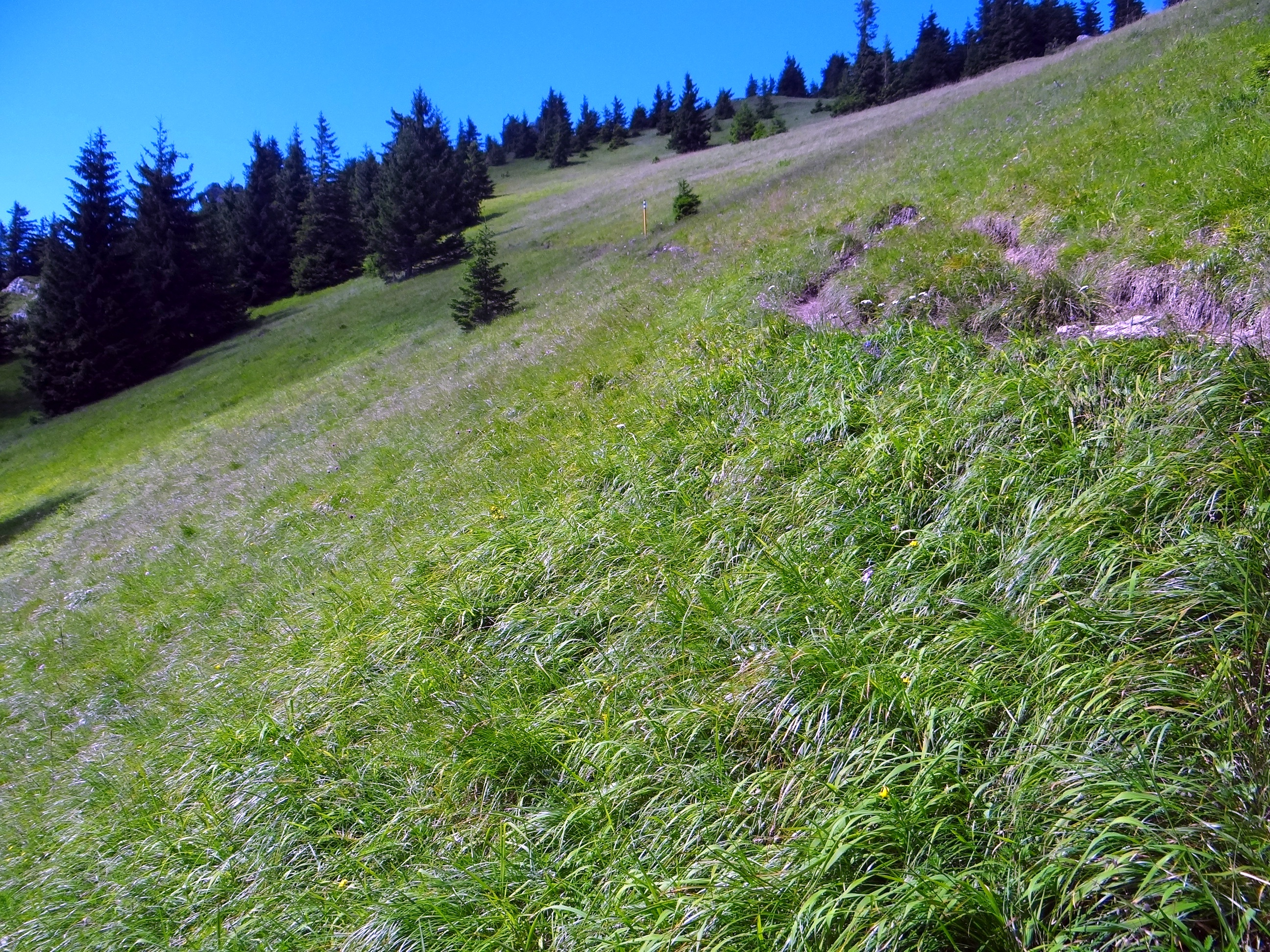
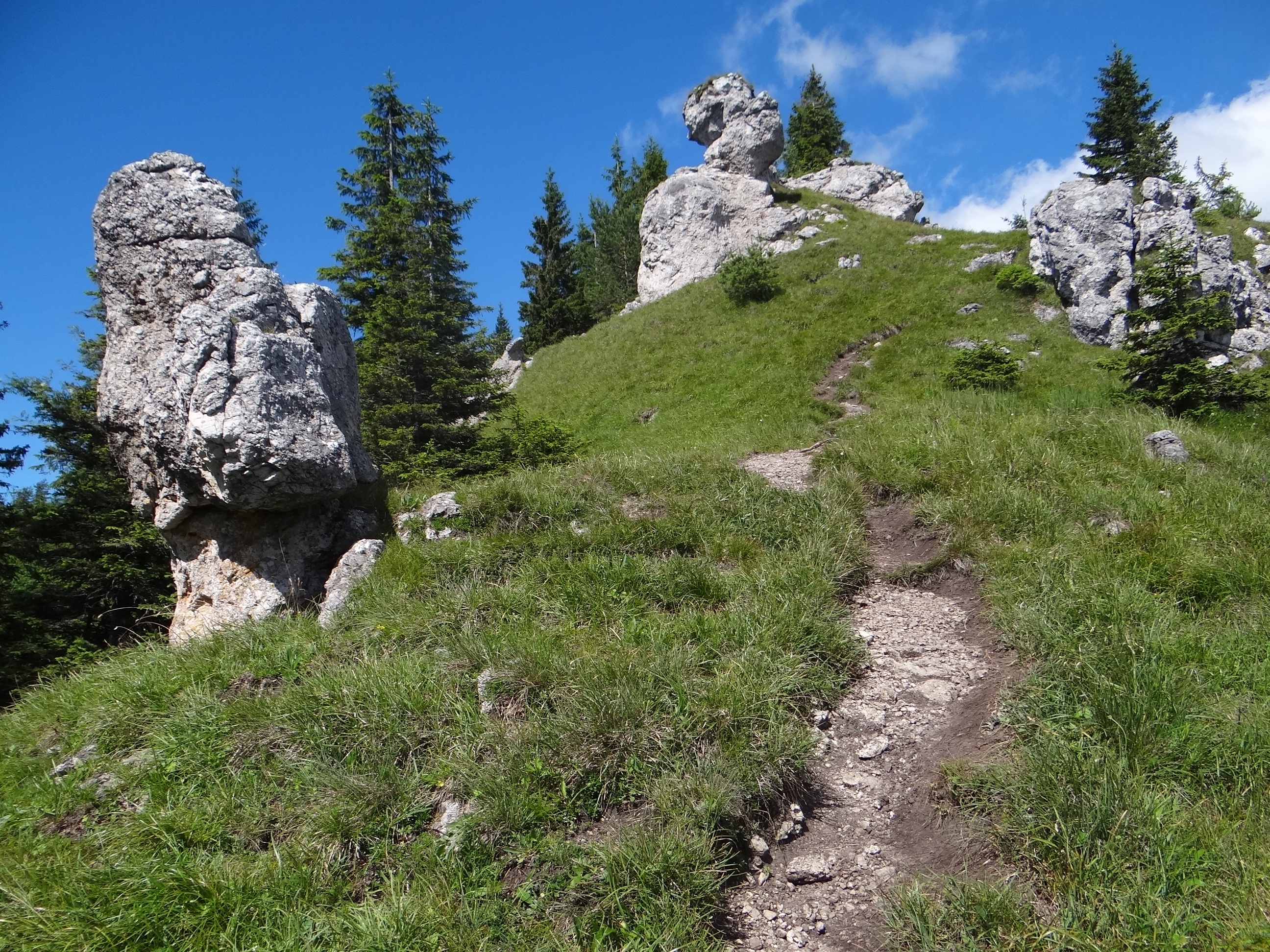